# Syzygium sandwicense
Syzygium sandwicense är en myrtenväxtart som först beskrevs av Asa Gray, och fick sitt nu gällande namn av Carl Müller. Syzygium sandwicense ingår i släktet Syzygium och familjen myrtenväxter.
Artens utbredningsområde är Hawaii. Inga underarter finns listade i Catalogue of Life.

## Bildgalleri

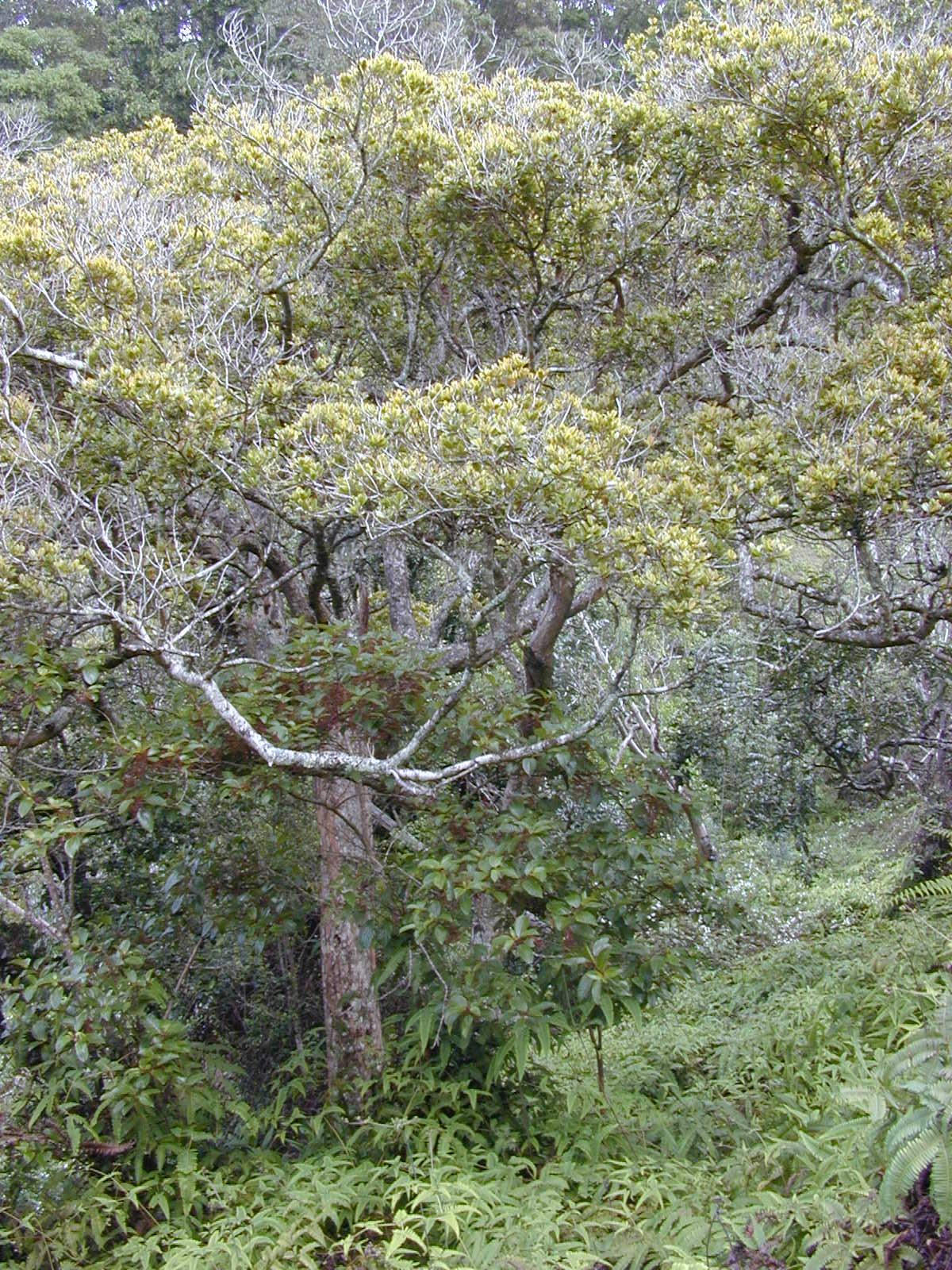
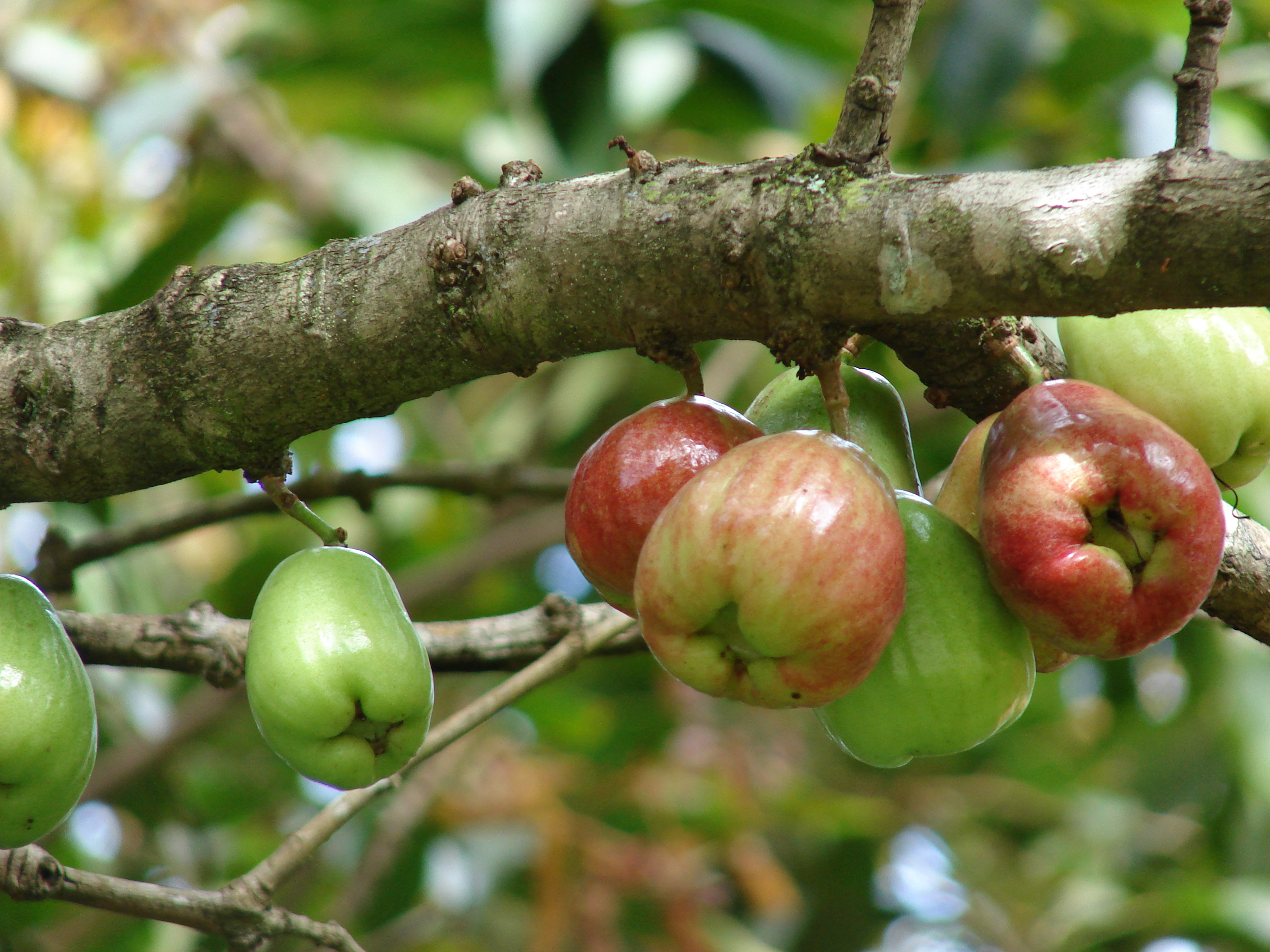
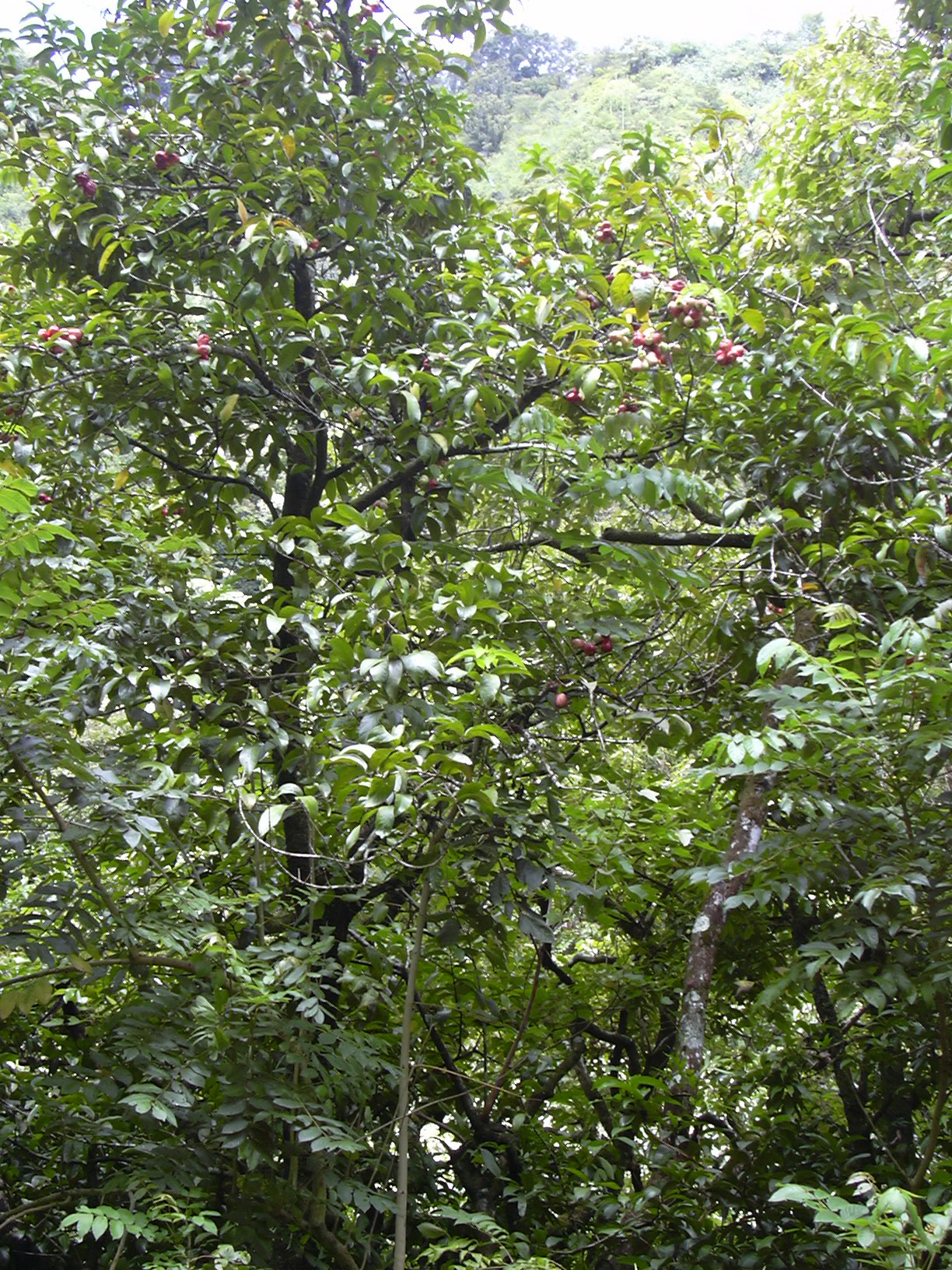
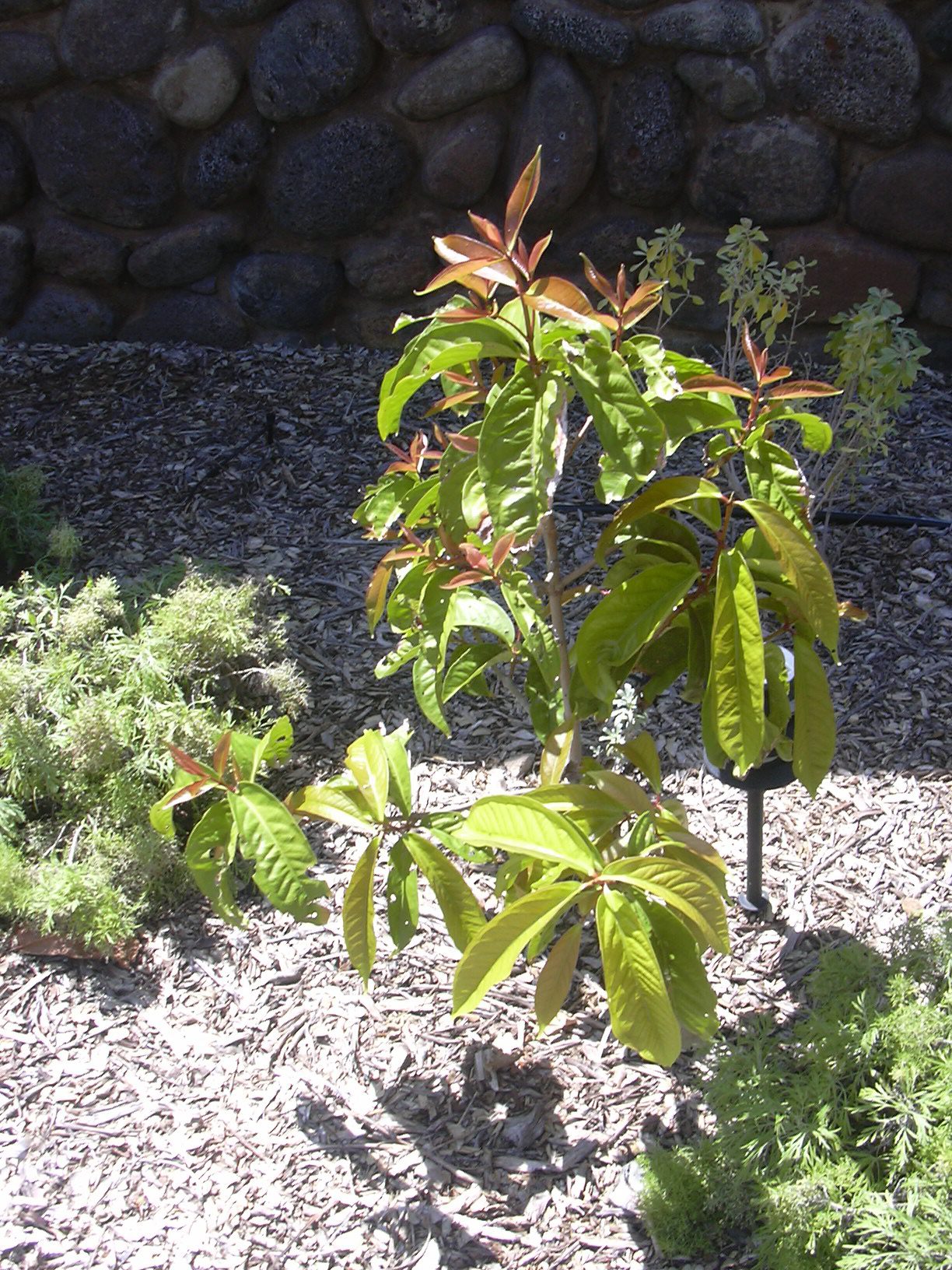
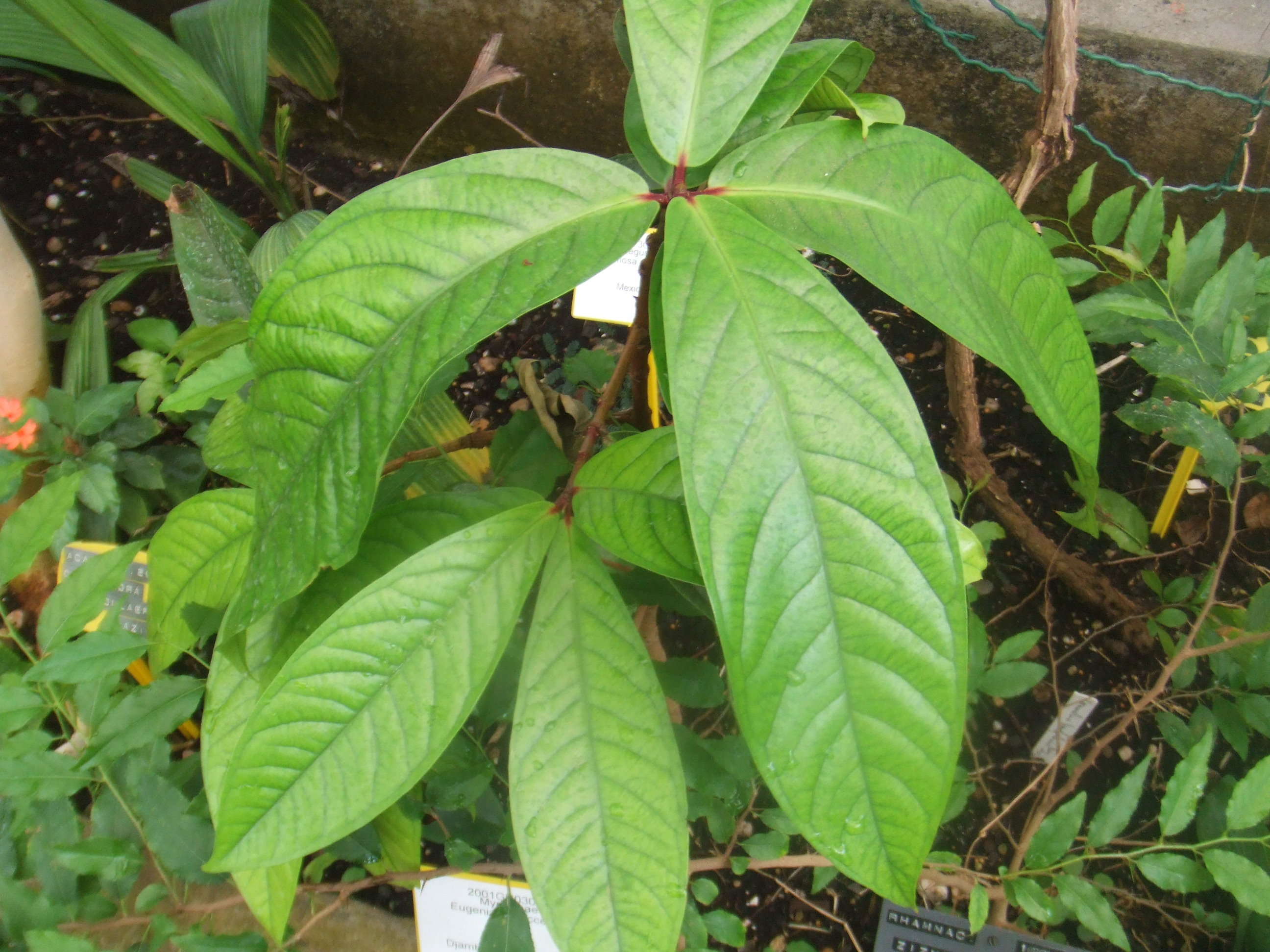
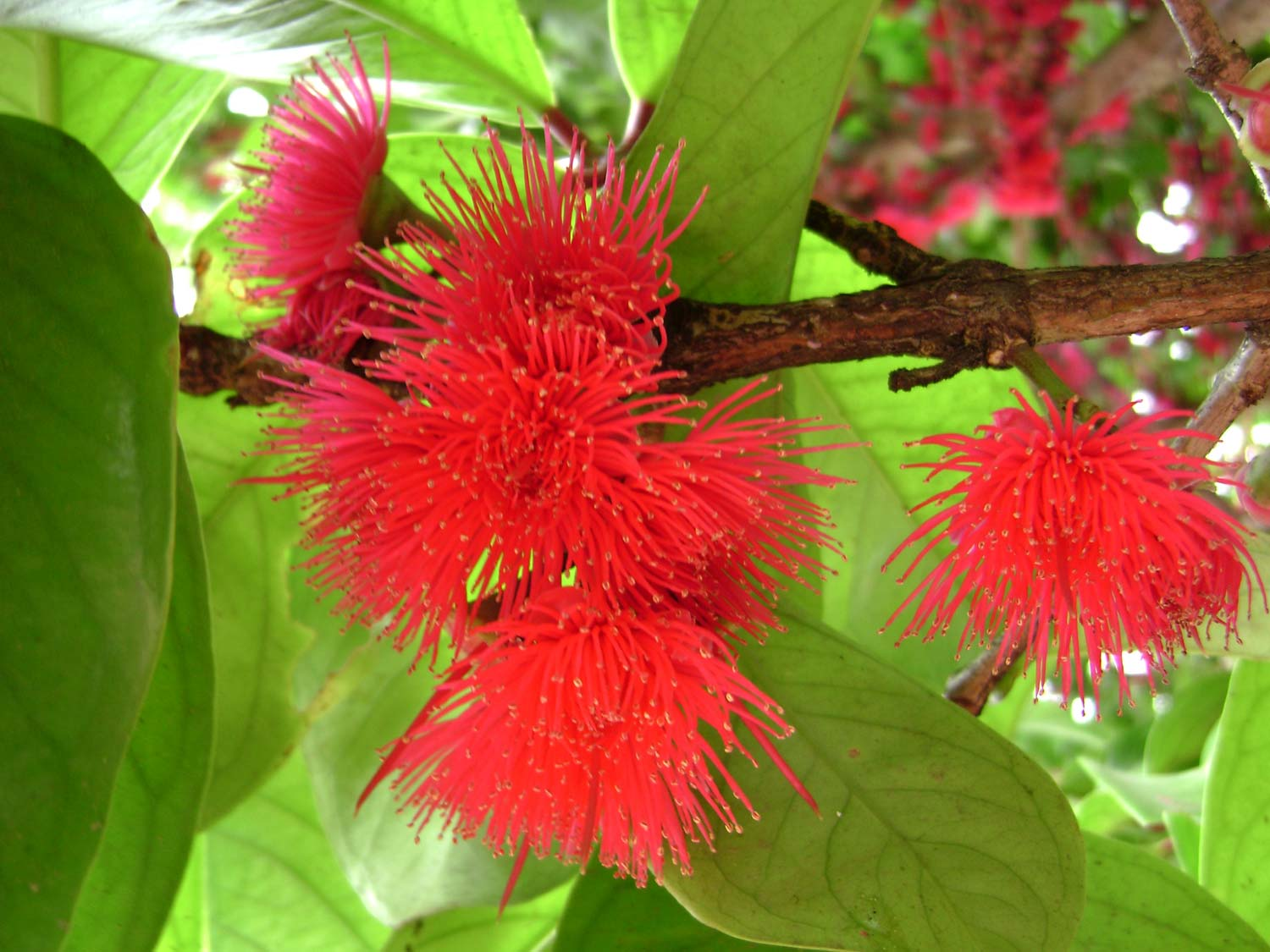